# 青毛特定土地区画整理事業

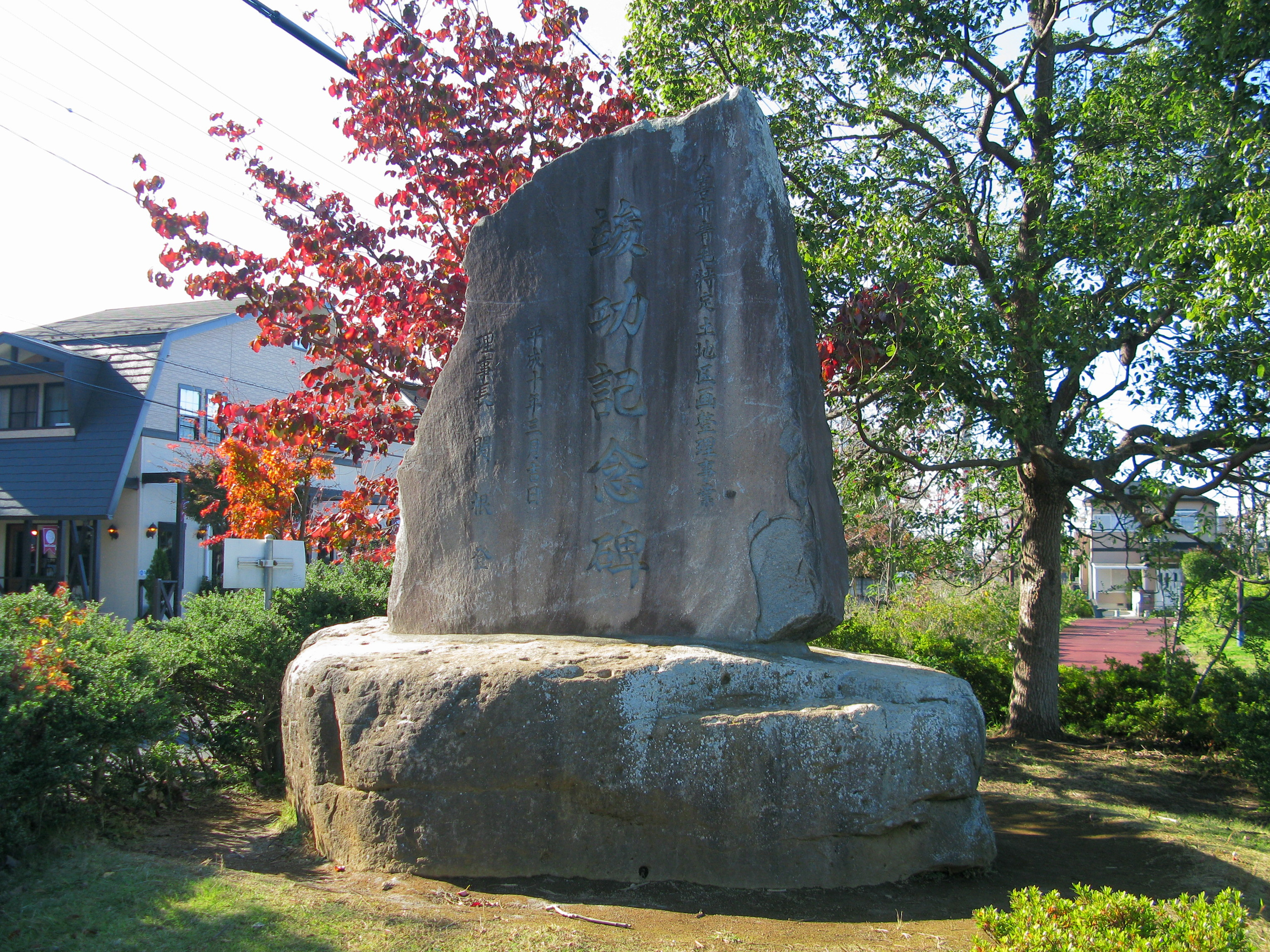
エンゼル公園内にある
青毛特定土地区画整理事業竣功記念碑

青毛特定土地区画整理事業（あおげ[おおげ]とくていとちくかくせいりじぎょう）は埼玉県久喜市で組合施行により行われた特定土地区画整理事業である。

## 概要
青毛特定土地区画整理事業は組合施行により行われ、1975年（昭和50年）2月12日に埼玉県の認可を受け、組合員170名により発足し、それから30年後の2005年（平成17年）11月4日に久喜市青毛特定土地区画整理組合の解散が認可されている。事業の行われた面積は約34.6haであり、字中村・平沼・川原・中島・流作・本郷が整理地区として関係している。この他、青毛と栗原では相互に飛地の形状で入り組んでいたため、県道幸手久喜線以北の大字栗原字久保間および北は青毛として整理事業が行われた。事業後、実施地区は青毛1丁目から青毛4丁目の住居表示となっている。またエンゼル公園内には特定土地区画整理事業の竣工を記念し記念碑が建てられ、裏側には「事業の沿革」が彫刻されている。石碑には「「安全で明るく住良い街」を目指し、「区画整理は街づくりの母である」を基本概念に置き、約47億円を投じて水道・ガス・道路・近隣公園を整備し、1998年（平成10年）3月をもち全工事が完了した。」との折が記されている。区画整理組合事務所は大字青毛字中村1026-1に置かれていた。

## 年表
- 1967年（昭和42年）
  - - 4月17日、地域代表者に向け太田地区の地域開発構想についての説明会が行われる。
  - - 4月24日 - 5月2日、太田地区の土地区画整理事業についての説明会が地区別に行われる。
  - - 5月11日、地域代表者に向け太田地区の土地区画整理事業促進についての説明会が行われる。
  - - 6月2日、土地区画整理組合設立発起人会が開催される。
  - - 10月27日、土地区画整理施行区域の決定についての発起人会が行われる。
- 1968年（昭和43年）
  - - 2月22日、説明会実施に伴う地元意向協議会が開催される。
  - - 5月10日、町外関係者に向け土地区画整理事業の概要についての説明会が行われる。
- 1970年（昭和45年）
  - - 6月18日、青毛および栗原の施行区域の公告がなされる。
  - - 8月25日、市街化区域に指定される。
  - - 9月2日、発起人会において青毛および栗原について、県道幸手久喜線を境界として分離（北側を青毛・南側を栗原）となる。
- 1972年（昭和47年） - 10月21日、地元住民により久喜市に対し土地区画整理事業推進についての陳情書が提出される。
- 1973年（昭和48年）
  - - 5月19日、土地区画整理事業構想が持ち上がる。
  - - 11月1日、権利調査が行われ、事業計画書が作成される。
  - - 11月26日、現況地区界の測量が行われる。
- 1974年（昭和49年）
  - - 5月16日、施行地区の編入が承認される。
  - - 11月11日、久喜市青毛土地区画整理組合設立の認可申請が行われる。
- 1975年（昭和50年）
  - - 2月12日、青毛特定土地区画整理組合が埼玉県の認可を受け、組合員170名により発足する。
  - - 3月2日、第1回総会が行われる。
- 1976年（昭和51年） : 11月5日、土地評価および換地設計が行われる。
- 1977年（昭和52年） : 8月5日 - 7日、20日・21日、10月2日、仮換地案説明会が行われる。
- 1979年（昭和54年）
  - - 1月23日、事業計画の第1回変更が行われる。
  - - 11月24日、事業計画の第2回変更が行われる。
- 1980年（昭和55年） : 1月5日、仮換地が指定される。
- 1984年（昭和59年） : 3月27日、事業計画の第3回変更が行われる。
- 1986年（昭和61年） : 10月7日、都市計画道路青毛・平沼・川原線が都市計画決定される。
- 1987年（昭和62年）
  - - 3月31日、事業計画の第4回変更が行われる。
  - - 6月21日、第1回の総代会が行われる。
  - - 7月11日、換地設計の変更が行われる。
- 1988年（昭和63年）
  - - 8月11日 - 26日、第1回仮換地案説明会が行われる。
  - - 9月3日・4日、第2回仮換地案説明会が行われる。
  - - 10月25日、起工式が行われる。
  - - 11月1日、都市計画道路青毛・平沼・川原線の築造工事が着工する。
- 1989年（平成元年）
  - - 2月5日、仮換地指定の変更が行われる。
  - - 3月3日、事業計画の第5回変更が行われる。
  - - 3月17日、仮換地指定が行われる。
  - - 6月21日、都市ガス工事が着工する。
  - - 11月1日、水路築造工事が着工する。
  - - 12月12日、上水道工事が着工する。
- 1990年（平成2年）
  - - 1月23日、『青毛だより』が発行される。
  - - 8月2日、県道幸手久喜線の雨水管工事が着工する。
- 1991年（平成3年）
  - - 2月5日、事業計画の第6回変更が行われる。
  - - 2月11日、第1回保留地公売が行われる。
  - - 9月22日、第2回保留地公売が行われる。
- 1992年（平成4年）
  - - 1月17日、地区計画が認可される。
  - - 7月8日、ピースロード（都市計画道路青毛・平沼・川原線）の街路灯の点灯式が行われる。
- 1993年（平成5年）
  - - 2月16日、事業計画の第7回変更が行われる。
  - - 4月15日、久喜警察署太田派出所の開所式が行われる。
  - - 9月16日、県道幸手久喜線の街路灯点灯式が行われる。
- 1995年（平成7年）
  - - 5月10日、（仮称）青毛集会所［現：花みずき会館］の地鎮祭が行われる。
  - - 11月30日、花みずき会館が竣工する。
- 1996年（平成8年）
  - - 3月21日、下水道工事が着工される。
  - - 9月26日、（仮称）青毛公園［現：エンゼル公園］の造成工事が着工される。
- 1997年（平成9年）
  - - 11月9日、（仮称）青毛公園の名称発表会が行われ、「エンゼル公園」に決定される。
  - - 11月19日、エンゼル公園が開設され、竣工式が行われる。
  - - 12月22日、青毛1丁目から青毛4丁目の町界・町名が議会で承認される。
- 1998年（平成10年）
  - - 1月7日、竣工記念碑の建立工事が着工される。
  - - 3月10日、事業計画の第8回変更が行われる。
  - - 3月、青毛特定土地区画整理事業による工事が完了する。
  - - 4月1日、公園の公共施設移管が行われる。
  - - 4月8日、竣工式典が行われる。
- 1999年（平成11年） - 3月26日、事業計画の第9回変更が行われる。
- 2000年（平成12年）
  - - 2月16日 ~ 29日、換地計画が縦覧される。
  - - 5月1日、換地計画が認可される。
  - - 5月8日、換地処分がなされる。
  - - 7月7日、換地処分が公告される。同日、町界町名変更も公告される。
  - - 7月8日、青毛地区の住居表示（1丁目～4丁目）が実施される。
  - - 7月19日、全国土地区画整理組合連合会会長賞を団体の部で受賞する。
  - - 10月11日、土地区画整理の登記が完了する。
- 2001年（平成13年） - 2月2日、道路および水路が公共施設移管される。
- 2002年（平成14年）
  - - 4月30日、清算金の徴収が開始される。
  - - 11月11日、清算金の交付が開始される。
- 2003年（平成15年） - 2月25日、事業計画の第10回変更が行われる。
- 2004年（平成16年） - 1月21日、エンゼル公園のモニュメントの完成式典が行われる。
- 2005年（平成17年）
  - - 3月18日、事業計画の第11回変更が行われる。
  - - 11月4日、久喜市青毛特定土地区画整理組合の解散が認可される。

## 主な施設
- 埼玉県春日部農林振興センター久喜中継所
- エンゼル公園
- 花みずき会館
- 久喜あおば幼稚園
- 久喜警察署太田派出所
- 大日堂